# Cöndő-ér
A Cöndő-ér a Kisalföldön ered, Komárom-Esztergom vármegyében, mintegy 230 méteres tengerszint feletti magasságban. A patak forrásától kezdve északi irányban halad, majd Eténél eléri a Csépi-eret.

## Part menti települések
- Császár
- Ete